# Fort aan de Buursteeg
Fort aan de Buursteeg is een aarden vestingwerk van de Grebbelinie. Het werd in 1786 aangelegd op de plaats waar de Buursteeg en de Slaperdijk bij elkaar komen. Het fort is maximaal 500 meter lang en 300 meter diep, inclusief grachten, en is hiermee het grootste bewaard gebleven fort van de Grebbelinie. Vanwege de omvang konden er enige honderden militairen bivakkeren binnen de vestingwallen.

## Geschiedenis

### Aanleg
In 1742/1743 werden de eerste plannen voor een versterking bij de Slaperdijk in de directe omgeving van de Buursteeg. De Slaperdijk was aangelegd als waterkering tegen wateroverlast uit de Gelderse Vallei, maar kreeg in het kader van de Grebbelinie ook een militaire functie als komkering tussen twee inundatiegebieden.
Het duurde nog veertig jaar voor de daadwerkelijk aanleg begon. In 1786 werd een fortgracht gegraven en werd het fortterrein ingericht met bastions, lunetten en twee vijfhoekige redouten. Al deze verdedigingswerken waren voorzien van aarden wallen en het geschut werd hierachter opgesteld wanneer de vijand zou naderen. De belangrijkste taak van het fort was de verdediging van de oostelijke toegang van de Emminkhuizerberg en de bescherming van de Slaperdijk. Op het terrein was een gemetseld wachthuis, maar dit was veel te kleine om de bezetting te huisvesten. Bij een mobilisatie werden de soldaten ondergebracht in tenten en loodsen.

### Franse inval
In 1793 vielen de Fransen Nederland aan. De Grebbelinie werd gemobiliseerd en het land ten oosten van de linie geïnundeerd. Helaas was de winter van 1794-1795 extreem streng waardoor het water in de polders bevroor en de Fransen de inundaties gemakkelijk konden oversteken. De soldaten op het fort gingen de strijd niet aan en vluchtten naar het westen en het fort viel in Fransen handen.
Omstreeks 1845 werd de spoorlijn Utrecht-Arnhem aangelegd. Deze spoorlijn loopt dwars door het fort en splitste het fort in twee delen, een noordelijk en zuidelijk deel. Het fort kreeg als extra de spoorlijn te beschermen.

### Tweede Wereldoorlog
Met het naderen van de Tweede Wereldoorlog kreeg de Grebbelinie een prominente rol in de verdediging van Nederland. Diverse versterkingen werden aangebracht, er werd een tankgracht gegraven, er kwamen versperringen van prikkeldraad, landmijnen werden gelegd en zeven kazematten werden gebouwd. Het kwamen verder nog antitankgeschut, een kanon en een mortier. Na de Duitse inval op 10 mei 1940 kwam het fort onder vuur te liggen, maar dit leidde niet tot verliezen. Op het zuidelijk deel staat nog een intacte mitrailleurkazemat type S3.
In de bezettingsjaren werd het fort gebruikt door het Duitse leger. Toen de geallieerden waren geland in Normandië, werd het fort onderdeel van de Pantherstellung. Er kwam een Duitse bunker type 703 met een  antitankkanon. De bunker is rechthoekig met muren van twee meter dik beton. Ter camouflage werd de bunker beschilderd alsof het een woonhuis was om zo geallieerde piloten en verkenners te misleiden. Het kanon stond naar het westen opgesteld, maar de vijand naderde vanaf het oosten.

## Huidige situatie
In 2014 is een deel van het fort ten noorden van de spoorlijn gerestaureerd en overgedragen aan Staatsbosbeheer. Het zuidelijk deel was al rond 1980 hersteld.
Op het fortterrein staat het Grebbelinie Bezoekerscentrum. Het is een klein centrum waar de essentie van de Grebbelinie en van het fort wordt verklaard, aan de hand van kaarten, foto's en film. Het bezoek is te combineren met een wandeling van ruim twee kilometer over het aarden fort. Diverse bunkers, kazematten en loopgraven liggen langs de paden en via een fiets- en voetgangerstunnel onder het spoor kunnen beide zijden van het fort worden bezocht.
Een kilometer ten westen van het fort ligt de Linie van Juffrouwwijk, eveneens een onderdeel van de Grebbelinie. Deze linie is in dezelfde tijd ook doorsneden door de spoorlijn Utrecht-Arnhem.

## Fotogalerij

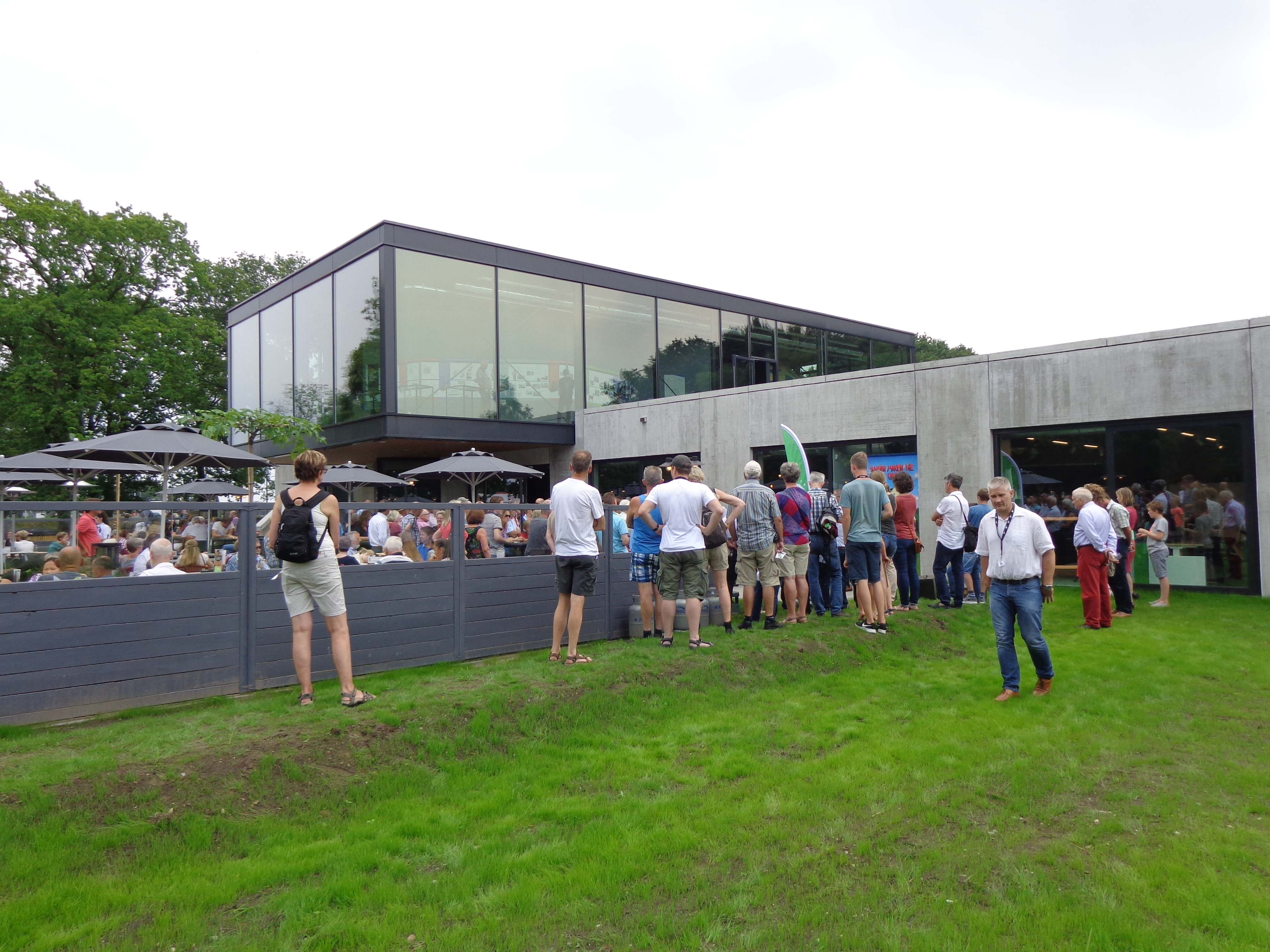
Bezoekerscentrum
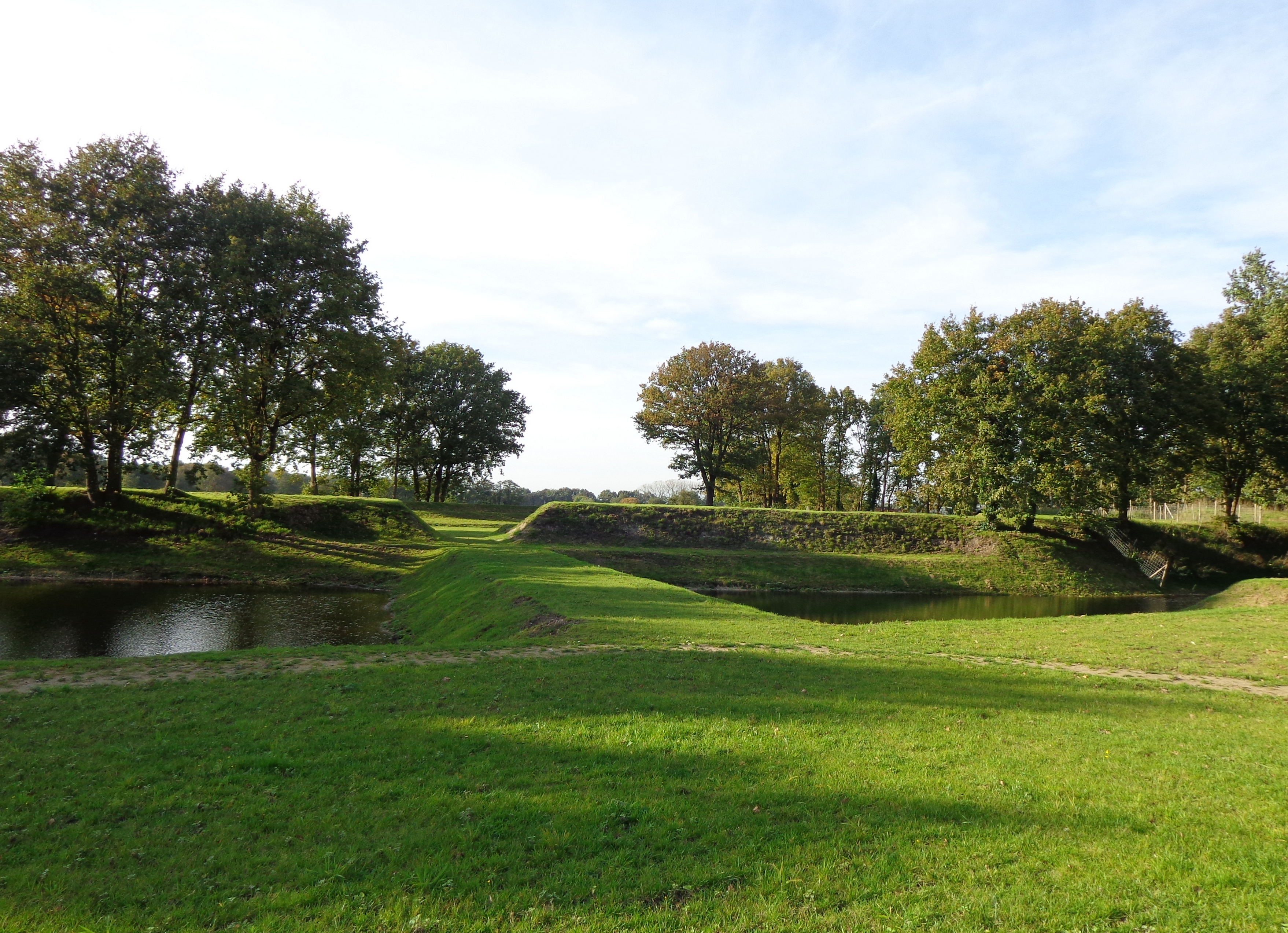
Zicht op de dam en aarde wallen van het redoute
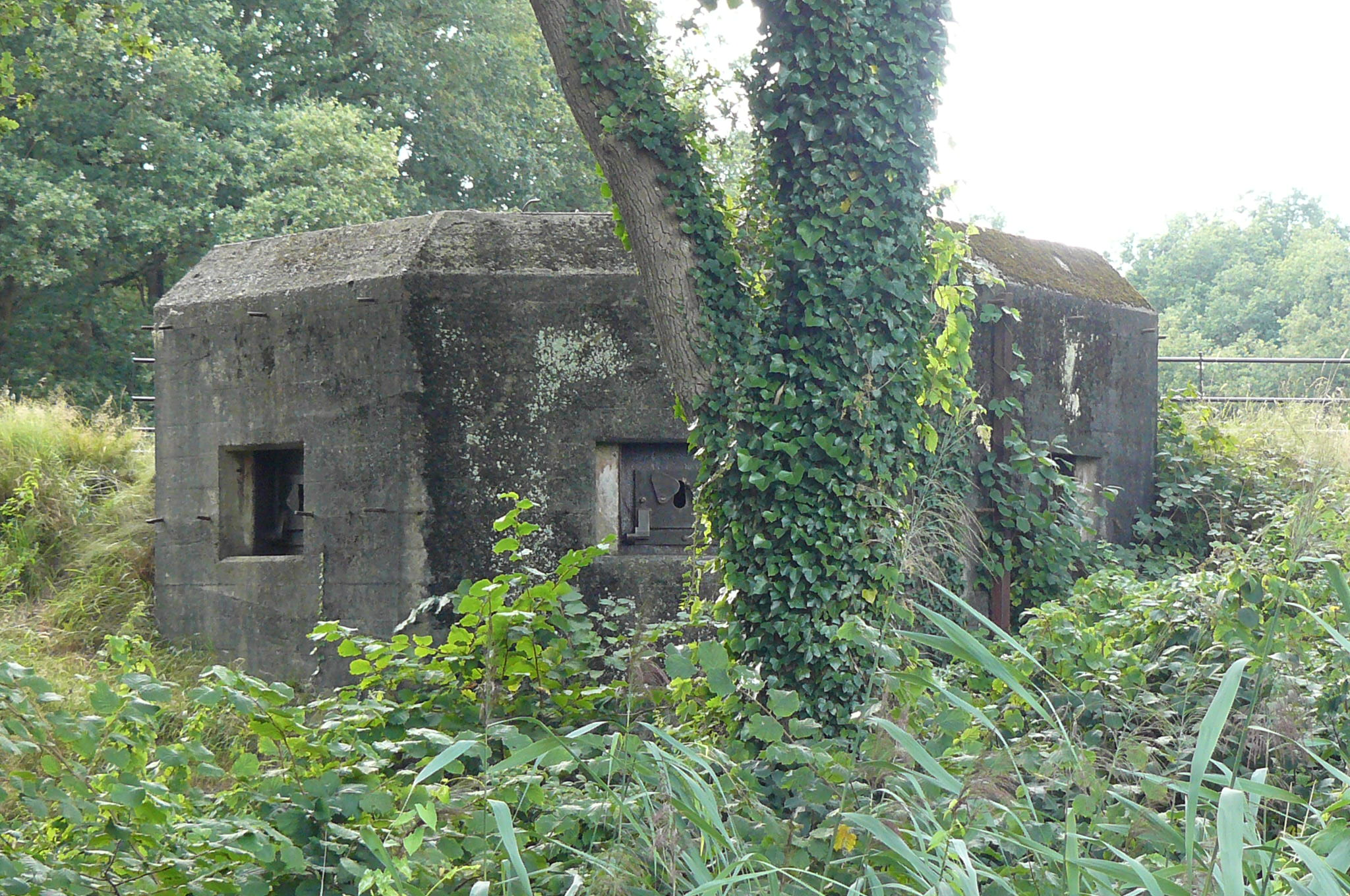
Nederlandse S3 kazemat
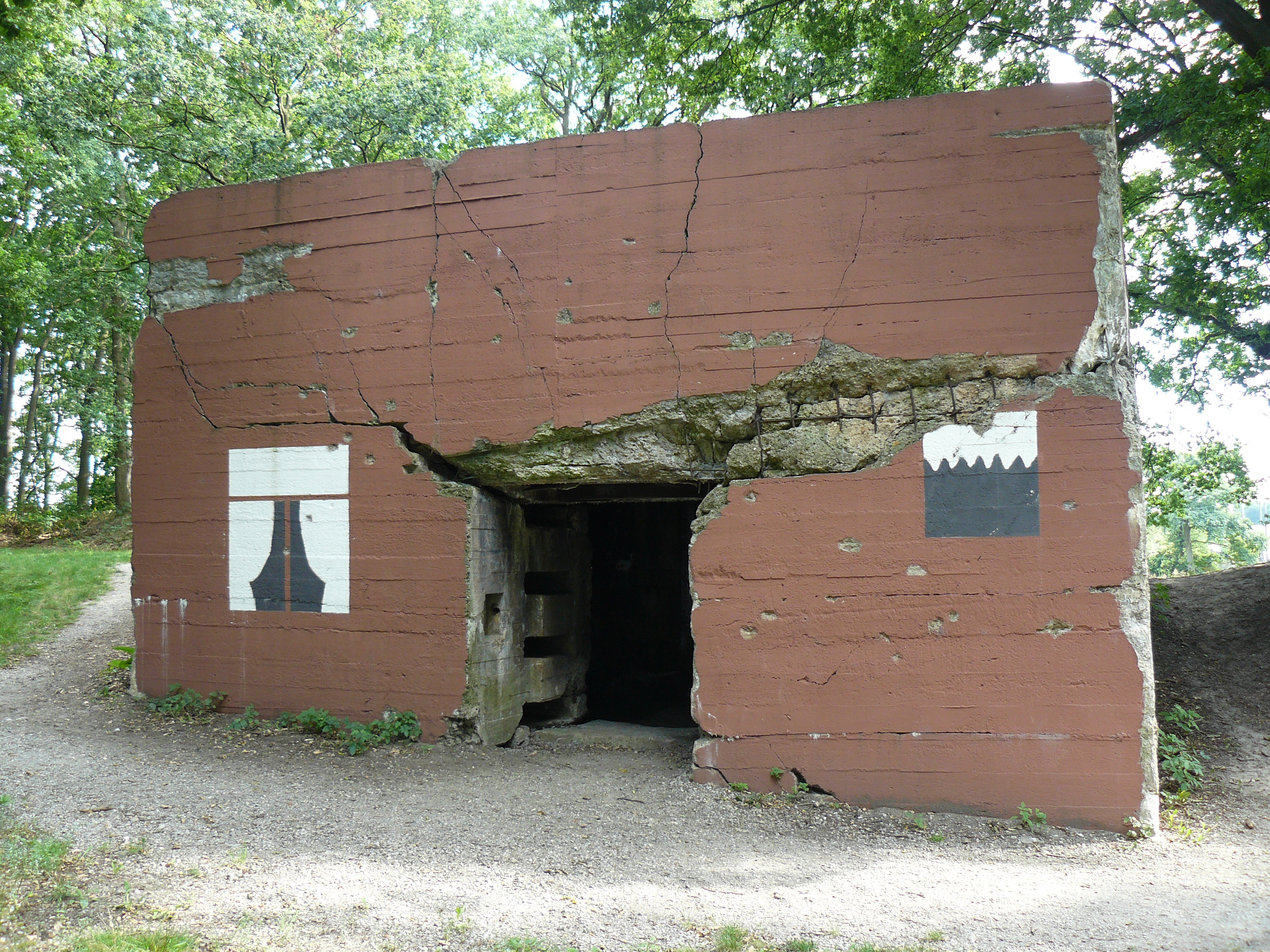
Beschilderde Duitse bunker